# القوات البحرية البرتغالية
القوات البحرية البرتغالية (بالبرتغالية:Marinha Portuguesa) ، وتعني البحرية البرتغالية، وهي قوات بحرية ظهرت في زمن إنشاء إمبراطورية البرتغالية، وكان فاسكو دا غاما هو أول ملك برتغالي يقود السفن الحربية البرتغالية لغزو أفريقية والهند والخليج العربي، نشئت هذه البحرية في القرن 12 الميلادي وتُعتَبر أقدم البحريات المُستَمرة حتى الآن، وهذه البحرية كانت من أقوى البحريات في وقت من الأوقات حيث كانت تنافس البحرية الإسبانية في القرنين الخامس عشر والسادس عشر وذلك في عصر الاستكشاف حيث قامت هذهِ البحرية باكتشاف طريق راس الرجاء الصالح حيث تَمَكنوا عَبرَ هذا الطَريق من الوصول إلى الهند و عبور أفريقيا كما كانت أول بحرية تصل إلى البرازيل , قلت قوة هذه البحرية بعد أن قويت البحرية الإنكليزية في القرن السابع عشر إلى جانب بحريات فرنسا وهولندا وبروسيا.

## وصلات خارجية
- Marinha Portuguesa, official website.